# 三更车库
《三更车库》（英語：Midnight Garage）中国大陆惊悚片、恐怖片，周耀武执导、编剧和制片，主演方力申、尹素怡、林家栋、谢君豪、白茹、赵成彬。该片改编自真实事迹：80年代香港中西区高街灵异死亡车库，该车库已经被港府封闭多年。

## 剧情
该片讲述某城市一家车库保安罗坤发现同事神奇死亡的“车位”，凡是停车的车主都陆续离奇死亡。

## 演出
| 演员   | 角色 | 备注 |
| 方力申 | 罗坤 |      |
| 尹素怡 | 丽莎 |      |
| 林家栋 | 同事 |      |

## 制作
《三更车库》融合了中国传统文化的“阴阳”学说，中国四大鬼节有“中元节、清明节、三月三、寒衣节”，阴阳学说认为年月日时辰以及万物都有阴有阳，香港的车库一般建设在地下13米之下，阴气凝聚，凌晨三点则是一天阴气最重的时辰，活人都不外出以避开鬼神。